# Hyperion (Hölderlin)

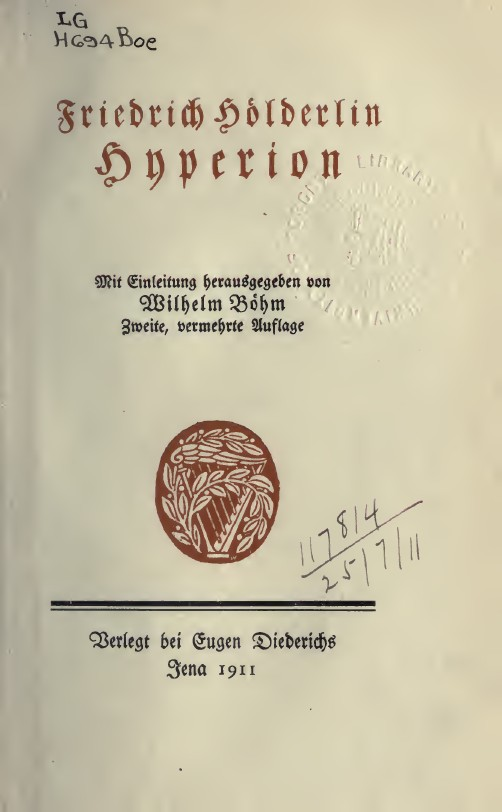
Ausgabe von 1911

Hyperion oder Der Eremit in Griechenland ist ein Roman von Friedrich Hölderlin.

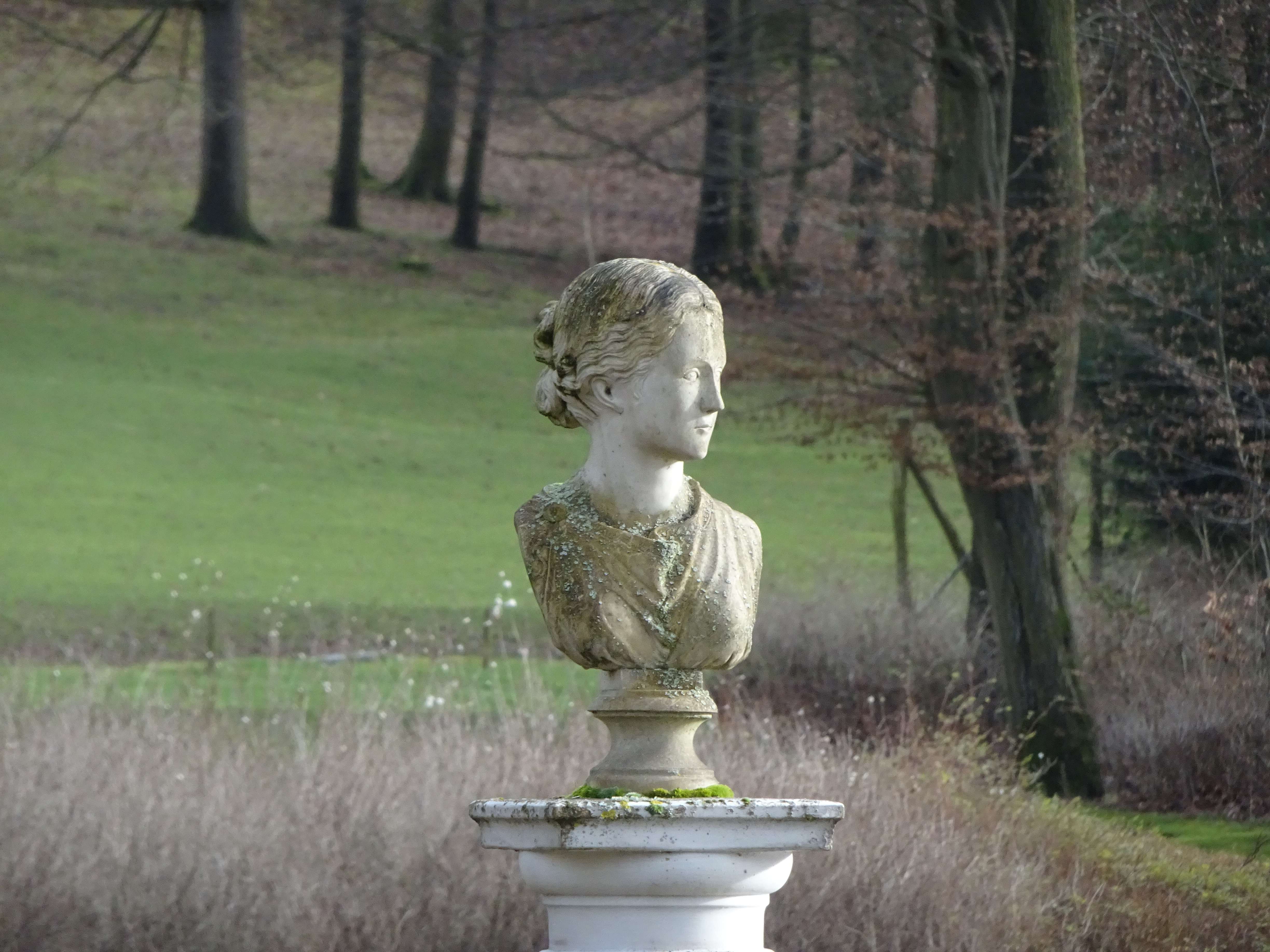
Friedrich Hölderlin identifizierte seine Muse Susette Gontard mit Diotima. Eine Diotima-Büste auf der Insel im Teich des Gräflichen Parks Bad Driburg in Sichtweite zum Hölderlin-Hain erinnert an Hölderlins Diotima-Rezeption.

Der Name Hyperion (griechisch ῾Υπερίων Hyperíon, im Deutschen gewöhnlich auf der drittletzten Silbe betont) bedeutet „der oben Gehende“.
Hölderlin arbeitete seit 1792 an dem Stoff, den er immer wieder überarbeitete. Im November 1794 erschien in der Neuen Thalia das Fragment von Hyperion. Die endgültige Fassung entstand 1796–1798 in Frankfurt im Hause Gontard. Hyperion erschien in zwei Bänden 1797 und 1799. Es ist ein lyrischer Briefroman, dessen äußere Handlung gegenüber den inneren Erfahrungen nur untergeordnete Bedeutung hat und dessen strömender Gefühlsreichtum in sprachliche Klangfülle gebannt ist.

## Inhalt
Hyperion, der rückschauend seinem deutschen Freund Bellarmin von seinem Leben berichtet, wächst in der Mitte des 18. Jahrhunderts in Südgriechenland im Frieden der Natur auf. Sein weiser Lehrer Adamas führt ihn in die Heroenwelt des Plutarch, dann in das Zauberland der griechischen Götter und begeistert ihn für die griechische Vergangenheit. Sein tatkräftiger Freund Alabanda weiht ihn in die Pläne zur Befreiung Griechenlands ein. In Kalaurea lernt er Diotima kennen. Sie gibt ihm die Kraft zur Tat. Er nimmt im Jahre 1770 am Befreiungskrieg der Griechen gegen die Türken teil. Die Rohheit des Krieges stößt ihn jedoch ab. Er wird schwer verwundet, Alabanda muss fliehen, und Diotima stirbt. Hyperion geht nach Deutschland, aber das Leben dort wird ihm unerträglich. Deshalb kehrt er nach Griechenland zurück und lebt dort als Eremit. In seiner Einsamkeit findet er in der Schönheit der Landschaft und Natur zu sich selbst und überwindet die Tragik, die in diesem Alleinsein liegt.

## Merkmale
Der Roman ist ein Selbstbekenntnis, das trotz mancher jugendlich-schwärmerischen Züge Hölderlins Lebensschau und Seelentum vergegenwärtigt. Die Natur, die in den Schlussbriefen hymnisch gefeiert wird, wird verehrt als der gotterfüllte Raum. In der Schilderung Griechenlands durchdringen sich Vergangenheit und Zukunft, Traum und Verheißung.
Hölderlins Figur Diotima ist an Platons Diotima angelehnt. In Hölderlins Roman ist Diotima ab 1796 von seiner Muse Susette Gontard inspiriert. Hiermit setzte er seiner leidenschaftlichen und tragischen Liebe zur verheirateten Bankiersgattin und Mutter von vier Kindern ein unvergängliches literarisches Denkmal. Hölderlin widmete seiner Geliebten Susette Gontard den zweiten Band des Romans: „Wem sonst als Dir“.
„Mit keinem anderen Werk der Weltliteratur vergleichbar und in keine konventionelle Kategorie einzuordnen, ist Hölderlins Roman … keineswegs – wie es vorerst den Anschein haben mag – die Frucht einer überschwänglichen Improvisation, sondern das wohlkalkulierte Ergebnis einer langwierigen Arbeit, die fast sieben Jahre (1792–1799) andauerte.“

## Rezeption
Der Hyperion wurde in die ZEIT-Bibliothek der 100 Bücher und auch in die ZEIT-Schülerbibliothek aufgenommen.

### Vertonungen
Hyperions Schicksalslied aus dem zweiten Band wurde mehrfach vertont. Besondere Bekanntheit erlangte die Fassung von Johannes Brahms (Schicksalslied op. 54 für gemischten Chor und Orchester, 1871).
Der Schluss des Romans wurde 1912 von Richard Wetz als Kantate vertont (Hyperion op. 32 für Bariton, gemischten Chor und Orchester).